# Klasicistična književnost
Klasicistična književnost (tudi klasicizem iz latinsko classicus, odličen, vzoren) je poskus obnovitve antične književnosti v 17. in 18. stoletju v evropski, zlasti francoski književnosti. Osrednje književne zvrsti so bile lirika, tragedija in komedija, slednja po zaslugi Molièra predstavlja največji dosežek tega literarnega obdobja.
Zametki klasicistične književnosti se pojavijo že v času renesanse, ko so nekateri renesančni teoretiki nasprotovali srednjeveški literarni tradiciji in namesto nje predvsem v epih in dramah zahtevali naslonitev na antične zglede. Pri tem so se opirali na Aristotelovo in Horacevo poetiko in na njuni osnovi sestavili temeljno pravilo klasicistične dramatike, pravilo o treh dramskih enotnostih:
- enotnosti dogajanja – dogajanje v drami mora biti celovito in enovito, podlaga za dramsko dogajanje naj bo le en dogodek,
- enotnosti časa – dramsko dogajanje naj se izvrši v 24 urah,
- enotnosti prostora – dramsko dogajanje naj se odvije na enem prizorišču.

Za tragedijo je zlasti veljalo, da ne sme mešati tragičnega in komičnega, upoštevati pa so morali še pravilo, da so lahko glavni junaki samo višjega stanu (kraljica Fedra, kralj Tezej, princesa Aricija).
V Franciji se je klasicistična književnost začela razvijati že v začetku 17. stol. Rasla je skupaj s francoskim absolutizmom, vrh je dosegla v drugi polovici 17. stol. v času vladanja Ludvika XIV., ko je postala del uradne kulture francoskega dvora, kar se pozna zlasti v temah in literarni snovi klasicističnih epov in tragedij. Poudarjali so nasprotje med razumom in čustvom, duhovnostjo in čutnostjo, posvetnostjo in vero, nasiljem in častjo. Najvišje merilo sta bila razum in skladnost z naravo, ki je pojmovana kot nekaj logičnega, abstraktno dojemljivega. Pri tem so se zgledovali po antičnih piscih. 
Poseben filozofski vpliv je imel Descartesov racionalizem, ki je za merilo spoznanja in resnice razglasil načelo jasnosti in razločnosti.

## Glavni predstavniki klasicizma

### Francija
- François Malherbe, prvi klasicistični pesnik
- Nicolas Boileau-Despréaux, najpomembnejši klasicistični pesnik in teoretik, njegovo delo Pesniška umetnost (L'art poétique, 1674) velja za najboljšo teoretično razlago klasicizma, njegovih idej in stilnih funkcij.
- Jean de La Fontaine, utemeljitelj klasicistične basni v verzih,
- Madame de La Fayette, roman Kneginja Klevska (La princesse de Clèves, 1678), eno redkih proznih del klasicizma
- Pierre Corneille, dramatik
- Jean Racine, avtor najpomembnejših klasicističnih tragedij, kot so Fedra (Phèdre, 1677), Berenika (Bérénice, 1670) in Britanik (Britannicus, 1669)
- Molière, avtor najpomembnejših klasicističnih komedij, kot so Tartuffe, Skopuh, Namišljeni bolnik in Ljudomrznik
- Montaigne je s svojimi Eseji (Essais), v katerih je obravnaval bistvena moralna, filozofska in socialna vprašanja, dosegel vrh t. i. miselne proze, ki so jo v klasicizmu gojili veliko bolj od pripovedne oz. literarne proze, pozneje so se po njem zgledovali še:
- Blaise Pascal, Pisma provincialu (Lettres à un provincial, 1656-1657), Misli (Pensées, 1670)
- Markiza Marie de Rabutin-Chantal de Sévigné,
- Škof Jacques-Bénigne Bossuet, ki je cerkveno pridigo dvignil na raven literarnosti.

### Italija
- Giambattista Marino, italijanski pesnik, po katerem se imenuje manierizem, baroku sorodna slogovna usmerjenost v Italiji

### Nemčija in ostale države
V Nemčiji klasicizem ne pomeni posebnega literarnega obdobja, ker se je spojil z razsvetljensko književnostjo in se prepletal s predromantično književnostjo, kar se vidi v t. i. weimarski klasiki Schillerja in Goetheja. Razširila se je tudi v Rusijo, Španijo in na Poljsko.

### Klasicizem na Slovenskem
V 17. stoletju sta se razvili dve smeri: barok in klasicizem. Ker so bile razmere na Slovenskem podobne kot v sosednji Avstriji, Italiji, Nemčiji, kjer je prevladoval barok, klasicizem v slovenskih deželah ni imel veliko možnosti za razvoj.
Klasicistična književnost je Slovence dosegla šele proti koncu 18. stoletja. Med prvimi prevajalci je bil Jurij Japelj, ki je prepesnjeval Racinove duhovne pesmi, npr. Pésem Od srézhe tih Isvolenih Inu od nesrézhe tih savershenih (Cantique sur le bonheur des justes et sur le malheur des réprouvés), ki so ohranjene v rokopisu. Pred tem pa je hrvaški pesnik Franjo Krsto Frankopan prevedel del Molierovega Georgesa Dandina, deloma v slovenskem narečju.
Pod vplivom Lafontainovih klasicističnih basni v verzih je Valentin Vodnik prevajal Ezopove basni, npr. Žena in Puta, Lesjak in Lev, Staric in Smert, Jelen in Lev … 